# Kondor (Schiff)
Die Kondor war ein Torpedoboot der Raubvogel-Klasse (Torpedoboot 1923). Seit 1927 im Dienst der Reichsmarine, kam das Boot im Zweiten Weltkrieg zum Einsatz. Das nicht mehr einsatzbereite Torpedoboot wurde am 28. Juni 1944 in Le Havre von der Besatzung nach 127 Einsatzfahrten gesprengt.

## Geschichte
Die Kondor wurde am 17. November 1925 bei der Reichsmarinewerft Wilhelmshaven zusammen mit dem Schwesterboot Falke auf Kiel gelegt, die beide am 22. September 1926 vom Stapel liefen. Die Indienststellung bei der Reichsmarine erfolgte am 15. Juli 1927. Nach dem südamerikanischen Vogel benannt worden war schon von 1892 bis 1914 der ungeschützte Kreuzer Condor der Kaiserlichen Marine.

### Einsatzgeschichte
Die Kondor wurde als fünftes Torpedoboot des Typs 1923 fertiggestellt und am 15. Juli 1928 in Dienst gestellt. Wie das Schwesterboot Albatros hatte es seine Antriebsanlage von den Schichau-Werken in Elbing erhalten. Nach Probefahrten unter Oberleutnant zur See (OLzS) Schöne kam das neue Boot am 5. Oktober 1928 bei der 4. Torpedoboots-Halbflottille in Dienst, wo OLzS Hagen das Kommando über das Boot übernahm. Die Halbflottille bestand in der Regel aus vier Booten der Raubvogel-Klasse. Im April/Mai 1929 nahm die Kondor an der Auslandsreise der Flotte teil. Die Linienschiffe Schleswig-Holstein, Schlesien, Hessen und Elsass wurden auf ihrer Reise in spanische Gewässer neben der Kondor von den Torpedobooten Wolf (Flottillenführerboot II.T-Flottille, Korvettenkapitän (KK) Otto Schniewind) und Greif sowie Möwe und Albatros begleitet. Die Kondor besuchte mit den Linienschiffen und der Greif Caramiñal an der Arosabucht und mit der Greif Sevilla. Nach Rückkehr von der Auslandsreise Mitte Mai und normalen Ausbildungsdienst wurde das Boot am 15. Oktober 1930 außer Dienst gestellt und durch das Schwesterboot Seeadler ersetzt.
Am 21. September 1931 wurde die Kondor erneut unter Kapitänleutnant (KL) Hagen bei der 4. Torpedoboots-Halbflottille in Dienst gestellt und ersetzte dort ihr Schwesterboot Greif. Im Juni 1932 gehörte die Kondor zum Verband des Befehlshabers der Aufklärungsstreitkräfte (B.d.A), Konteradmiral Conrad Albrecht, der mit dem Leichten Kreuzer Königsberg und den Torpedobooten Albatros, Falke, Möwe und Seeadler  das Deutsche Reich in Stockholm bei den Feierlichkeiten zur Verlobung des schwedischen Erbprinzen Gustav Adolf mit der deutschen Prinzessin Sibylla von Sachsen-Coburg und Gotha vertrat. 1933 besuchte die Kondor noch Kristiansand und Malmö. Am 1. Oktober 1935 wurde aus der Halbflottille die 4. Torpedobootsflottille in Wilhelmshaven, zu der neben der Kondor noch die Schwesterboote Greif, Möwe und Falke gehörten. Erster Kommandeur war Korvettenkapitän Hans Henning (1895–1948).
Ab August 1936 bis März 1938 erfolgten drei Einsätze des Bootes im Rahmen der sogenannten Neutralitätspatrouillen vor den spanischen Küsten. Der erste Einsatz erfolgte vom 11. August bis zum 15. September 1936 zusammen mit der Möwe. Abgelöst wurden die Kondor und die Möwe durch die Tiger und die Iltis der 3. Flottille. Ein zweiter Spanien-Einsatz der Kondor erfolgte wieder zusammen mit der Möwe sowie der Greif und der Falke und dem Leichten Kreuzer Nürnberg sowie zeitweise mit dem Panzerschiff Admiral Graf Spee erst vom 17. Juni bis zum 6. August 1937 nach dem Angriff rotspanischer Flugzeuge auf das vor Ibiza liegende Panzerschiff Deutschland. Die deutschen Schiffe dienten nun in ihrem Überwachungsabschnitt an der südspanischen Ostküste im Mittelmeer. Der dritte Einsatz des Bootes begann im Oktober 1937 mit der 4. Flottille (Greif, Möwe und Falke). Das Boot besuchte auf diesem Einsatz zusammen mit der Greif im November Gaeta in Italien und verbrachte Weihnachten und den Jahreswechsel in Neapel. Flaggschiff des deutschen Verbandes vor Spanien war während dieser Zeit überwiegend das Panzerschiff Deutschland. Erst am 14. März 1938 traf die Kondor von diesem Einsatz wieder in Wilhelmshaven ein. Der Rückruf der Boote war einen Tag vor dem deutschen Einmarsch nach Österreich (12. März) erfolgt. Am 1. Juli 1938 wurde das Boot dann außer Dienst gestellt.
Am 4. April 1939 stellte die Kondor für die 5. Torpedobootsflottille unter Korvettenkapitän Rudolf Heyke (1898–1940) wieder in Dienst. Bei Kriegsausbruch 1939 gehörten zu dieser in der Nordsee eingesetzten Flottille fünf Boote der Raubvogel-Klasse; nur die Seeadler gehörte zur 6. Flottille.

### Kriegseinsätze
Die erste Aufgabe der Kondor und ihrer Schwesterboote der 5. Torpedobootsflottille nach Kriegsbeginn war die Sicherung der Verlegung defensiver deutscher Minensperren in der Nordsee zusammen mit Zerstörern. Als Minenleger waren die ehemaligen Seebäderschiffe Cobra, Kaiser und Roland sowie Zerstörer im Einsatz. Später sicherten die Boote der Flottille die verschiedenen Einsätze der Flotte in der Nordsee ab.

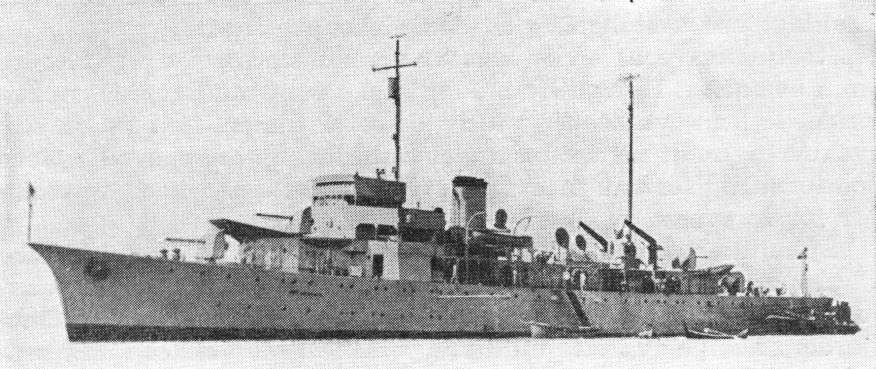
Die Olav Tryggvason

Beim deutschen Angriff auf Norwegen (Unternehmen Weserübung) im April 1940 war die Kondor mit ihren Schwesterbooten Albatros und Möwe Teil der von Konteradmiral Oskar Kummetz geführten Kriegsschiffsgruppe 5 mit den Schweren Kreuzern Blücher und Lützow (ex Deutschland), dem Leichten Kreuzer Emden, den acht Booten der 1. Räumbootsflottille und zwei umgerüsteten Walfängern. Diese Gruppe sollte die norwegische Hauptstadt Oslo besetzen. Dies gelang nicht wie geplant, da die Norweger die Blücher in der Dröback-Enge versenkten und die Lützow erheblich beschädigten. Die Albatros und die Kondor sollten mit zwei Räumbooten die norwegische Marinebasis in Horten besetzen. Der dort liegende norwegische Minenleger Olav Tryggvason und der Minensucher Rauma eröffneten das Feuer auf die deutschen Angreifer. Sie beschädigten die Albatros und versenkten das Räumboot R17. Die Olav Trygvason, die nur leichte Schäden erlitt, erzielte später noch einen Treffer auf der zur Unterstützung kommenden Emden. Die Rauma wurde von den Deutschen schwer beschädigt. Die Basis kapitulierte, als die Deutschen Luftangriffe androhten, die wohl erhebliche Opfer unter der nahe an der Basis lebenden Zivilbevölkerung gefordert hätten.
Am 29./30. April 1940 sicherten die Torpedoboote Kondor, Leopard, Wolf und Möwe sowie die Zerstörer Richard Beitzen und Bruno Heinemann die Minenleger Roland, Cobra, Kaiser und Preußen beim Ausbringen der Minensperre 17 nördlich der Great Fisherman’s Bank zur Verlängerung der Westwall-Sperren in der Nordsee. Beim Anmarsch zur Wurfposition wurde im Skagerrak die Leopard nach Ruderversager von der ehemaligen Ostpreussen-Fähre Preußen gerammt und sank, nachdem die Wolf deren Besatzung übernommen hatte. Bei der Kollision starb der Sohn Gernot des Flottenchefs Wilhelm Marschall.
Vom 20. bis zum 23. Juni 1940 sicherte die Kondor mit der Greif sowie den Zerstörern Hans Lody, Erich Steinbrinck und Hermann Schoemann die Überführung der durch einen Torpedotreffer der Acasta beschädigten Scharnhorst von Drontheim nach Kiel. Zwei britische Luftangriffe auf das Geleit wurden abgewehrt und dabei zwei Fairey Swordfish abgeschossen.
Vom 25. bis zum 28. Juli 1940 gehörte die Kondor mit der Iltis, der Jaguar, der Luchs und T 5 zur Sicherung des durch einen Torpedotreffer der Clyde beschädigten Schlachtschiffs Gneisenau. Zum Sicherungsverband gehörten auch der Leichte Kreuzer Nürnberg sowie die Zerstörer Hans Lody, Paul Jacobi, Friedrich Ihn und Karl Galster. Am 26. Juli versenkte das britische U-Boot Thames südwestlich von Bergen das sichernde Torpedoboot Luchs, das in die Schusslinie zur Gneisenau lief und mit mehr als 100 Mann unterging.
Als die Minenschiffe Roland, Cobra und Brummer (ex Olav Tryggvason) am 7./8. August 1940 in der südwestlichen Nordsee die Minensperre „SW 1“ mit ca. 600 Minen legten, wurden sie von der 5. Torpedoboots-Flottille unter Korvettenkapitän Henne mit der Falke, der Kondor, der Jaguar, T 2, T 7 und T 8 gesichert. Auf diese Sperre liefen am 1. November der britische Zerstörer Express und die zur Hilfe kommenden Esk und Ivanhoe. Die Esk sank, die Kelvin konnte die Express aus dem Minenfeld schleppen, Abschleppversuche der beschädigten Ivanhoe scheiterten und die Kelvin versenkte daraufhin den Flottillenführer mit einem Torpedo.
Vor diesem Erfolg hatten die Minenschiffe Tannenberg, Roland und Cobra und die Zerstörer Paul Jacobi und Karl Galster eine weitere Minensperre mit ca. 600 Minen am 14./15. August 1940 in der südwestlichen Nordsee gelegt, wieder von der 5. T-Flottille mit der Greif, der Kondor, der Falke, der Iltis, der Jaguar sowie T 2 und T 3 gesichert.
Am 6./7. September 1940 sicherten die 1. Torpedoboots-Flottille mit der Kondor, T 1, T 2 und T 3 sowie der Zerstörer Karl Galster ein weiteres Minenunternehmen nördlich von Terschelling, bei dem über 1400 Sprengmittel von der 5. T-Flottille mit der Greif, der Falke, der Iltis und der Jaguar und den Minenschiffen Togo und Kaiser ausgebracht wurden. Nach dem Werfen der Sperre kehrte der gesamte Verband nach Den Helder zurück.

### Einsatz im Westen
Die 5. T-Flottille wurde dann an der französischen Kanalküste stationiert und legte in der Nacht zum 1. Oktober 1940 Minen vor Dover mit der Kondor, der Falke, der Greif und der Seeadler. Am 8./9. Oktober 1940 stieß die Flottille mit der Greif, der Seeadler, der Kondor, der Falke, der Wolf und der Jaguar ins Seegebiet um die Isle of Wight vor. Ein zweiter Vorstoss am 11./12. mit der Greif, der Kondor, der Falke, der Seeadler und der Wolf führte zu Gefechten mit leichten britischen Streitkräften, bei denen die frei-französischen U-Boot-Jäger Ch 6 und Ch 7 sowie die Trawler Listrac (778 BRT) und Warwick Deeping (445 BRT) versenkt wurden. Auf dem Rückmarsch entzog sich die Flottille einem Gefecht mit den britischen Zerstörern Jackal, Jaguar, Jupiter, Kelvin und Kipling.
In der Nacht zum 18. Oktober 1940 plante der Führer der Zerstörer (F.d.Z.), Kapitän zur See Erich Bey, mit den fünf inzwischen in Brest stationierten Zerstörern einen Vorstoß gegen den Westausgang des Bristolkanals, um den alliierten Handelsschiffsverkehr anzugreifen. Frühzeitig durch die britische Luftaufklärung entdeckt, wurden die Zerstörer von zwei Kreuzern und fünf Zerstörern gestellt. Ein auf große Distanz geführtes Gefecht erbrachte keine Ergebnisse, da die deutschen Zerstörer ihren Vorstoss abbrachen und die Briten sie wegen technischer Probleme nicht verfolgten. Luftangriffe beider Seiten auf die rückmarschierenden Verbände erbrachten auch keine Erfolge. Die als Unterstützungsgruppe der deutschen Zerstörer mit der Kondor sowie der Greif, der Seeadler, der Falke, der Wolf und der Jaguar in See befindliche 5. T-Flottille wurde nicht entdeckt und lief ohne Feindberührung zurück.
Am 8. November kollidierten die Kondor und die Falke in der Quiberon-Bucht. Wegen der erheblichen Schäden musste die Kondor in die Werft. Vom 28. bis zum 30. Januar 1941 verlegte der Zerstörer Richard Beitzen mit den Torpedobooten Kondor, Iltis und Seeadler von Rotterdam nach Brest. Als am 1. Februar 1941 der Schwere Kreuzer Admiral Hipper zu seiner zweiten Atlantik-Unternehmung in Brest auslief, gaben ihm in der Biskaya die Richard Beitzen, die die Kondor und Seeadler Geleitschutz. Als der Kreuzer am 15. Februar wieder zurückkehrte, wurde er von denselben Booten wieder in See aufgenommen und nach Brest begleitet.

### Überholung und weiterer Einsatz
Von Ende Februar bis Mai 1941 wurde die Kondor wie gleichzeitig die Schwesterboote Seeadler, Greif und Falke in Rotterdam überholt. Ab Mitte Mai 1941 wurden die sechs noch vorhandenen Torpedoboote der Raubvogel- und Raubtier-Klasse außer der im Umbau befindlichen Möwe in der Ostsee wieder eingefahren. Die Flottille wurde dann vorrangig zwischen Dänemark und Norwegen zu Sicherungsdiensten herangezogen. So sicherte die Kondor vom 9. bis 12. August mit T 2 den Marsch der Theodor Riedel nach Nord-Norwegen, der allerdings nach einer schweren Grundberührung am 12. in Bergen endete, wo eine Notreparatur des Zerstörers begann, der dann wieder nach Deutschland zurückkehrte. Am 22. August sicherte das Boot mit der Greif den Rückmarsch der Emden aus norwegischen Gewässern in die Ostsee. Am 25. August 1941 entließ das Marinegruppenkommando Nord die Flottille aus dem aktiven Dienst und die Boote wurden verschiedenen Schulungsaufgaben bei verschiedenen Einheiten zugewiesen. Die Kondor diente als Schulboot der Torpedoschule und als Torpedo-Fangboot bei verschiedenen U-Boot-Ausbildungsflottillen.

### Erneuter Einsatz im Westen
Im Januar 1942 wurde die 5. Torpedoboots-Flottille in Rotterdam wieder zusammengezogen, um beim geplanten Kanaldurchbruch der schweren Einheiten Sicherungsaufgaben zu übernehmen. Am 12. und 13. Februar 1942 war die Kondor in der 5. T-Flottille mit der Seeadler, der Jaguar, der Iltis und der Falke ab Cap Gris-Nez am Unternehmen Cerberus beteiligt, als die Schlachtschiffe Scharnhorst und Gneisenau und der Schwere Kreuzer Prinz Eugen von Brest durch den Kanal nach Deutschland verlegt wurden. Am 13./14. März 1942 passiert der deutsche Hilfskreuzer Michel im Schutz der 5. Flottille unter Fregattenkapitän Schmidt auf der Seeadler mit der Iltis, der Jaguar, der Falke und der Kondor sowie neun Minensuchern den Kanal. In heftigen Gefechten mit britischen Motortorpedo- und Motorkanonenbooten sowie Zerstörern wurden die Zerstörer Walpole und Fernie beschädigt. Der Hilfskreuzer erreichte am 14. Le Havre, am 15. St. Malo und am 17. La Pallice, von wo er am 20. März in den Atlantik auslief.
Am 28. März versuchte die 5. T-Flottille die beim britischen Raid gegen das Normandie-Dock in St. Nazaire (siehe Operation Chariot) eingesetzten leichten Einheiten abzufangen. Der Jaguar gelangt es kurzzeitig, MGB 74 in Schlepp zunehmen. Als die Flottille auf die britischen Geleitzerstörer Atherstone und Tynedale traf, kam es zu einem Gefecht auf großer Distanz und die Jaguar kappte die Schlepptrosse zum gekaperten MGB. Die deutschen Boote zogen sich zurück, da sie nicht erkannten, nur zwei Geleitzerstörern gegenüber zu stehen. Diese blieben am vereinbarten Treffpunkt für die Angriffsboote und konnten noch vier Boote aufnehmen. Sie übernahmen die entkommenen Commandos, versenkten die Boote und liefen nach England zurück. Drei kleine Boote, die den Treffpunkt nicht fanden, erreichten England mit eigener Kraft.
Vom 8. bis zum 12. Mai 1942 verlegte die 5. T-Flottille mit der Falke, der Iltis, der Kondor und der Seeadler von Brest nach Hoek van Holland, um den Hilfskreuzer Stier von dort durch den Kanal zu geleiten. Schon am 12., dem ersten Tag des Rückmarsches der Boote mit dem Hilfskreuzer wurde der Verband von britischen Schnellbooten angegriffen. Die Seeadler konnte ein angreifendes Schnellboot vernichten. Am frühen Morgen des 13. Mai kurz nach 4 Uhr wurden innerhalb von fünf Minuten durch die britischen Schnellboote die Iltis (115 Tote) und die Seeadler (85 Tote) nahe Boulogne versenkt. Der Hilfskreuzer erreichte am 19. Mai Royan und brach in der Nacht vom 20. zum 21. Mai in den Atlantik aus.
Anfang Juni 1942 führte die Kondor mit der Falke ein Gefecht mit leichten britischen Seestreitkräften im Kanal, in dem die deutschen Boote ein Motorkanonenboot (MGB) versenkten und ein weiteres schwer beschädigten. Anschließend ging die Kondor zu einer Werftliegezeit nach Wilhelmshaven und kehrte im November in den Westraum zurück, als sie vom 12. bis zum 21. November mit dem Flottentorpedoboot T 23 von Kiel nach La Pallice verlegte. Vor Texel kam es am 14. zu einem Gefecht zwischen den beiden Booten und britischen Schnellbooten. Während der weiteren Überführung griffen die beiden Torpedoboote und der sie begleitende Minensucher M 85 nahe den Kanalinseln irrtümlich die deutschen Motor-Patrouillenboote FK01 und FK02 an, auf denen sieben Mann starben und etliche schwer verwundet wurden.

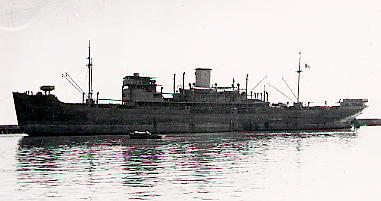
Der Blockadebrecher Cortellazzo

Vom 29. November bis 1. Dezember 1942 war die Kondor Teil der Sicherung des von Bordeaux durch die Biskaya nach Ostasien auslaufenden italienischen Blockadebrechers Cortellazzo (5.292 BRT) neben der Falke, T 23 und T 22. Nachdem die Torpedoboote den Blockadebrecher verlassen hatten, wurde er durch eine Short Sunderland entdeckt und am 1. Dezember durch die von einer Geleitzugsicherung abgezogenen Zerstörer Quickmatch und Redoubt gestellt. Nachdem die Besatzung die Cortellazzo verlassen hatte, wurde das Schiff von der Redoubt mit einem Torpedo versenkt.

### Weitere Einsätze 1943

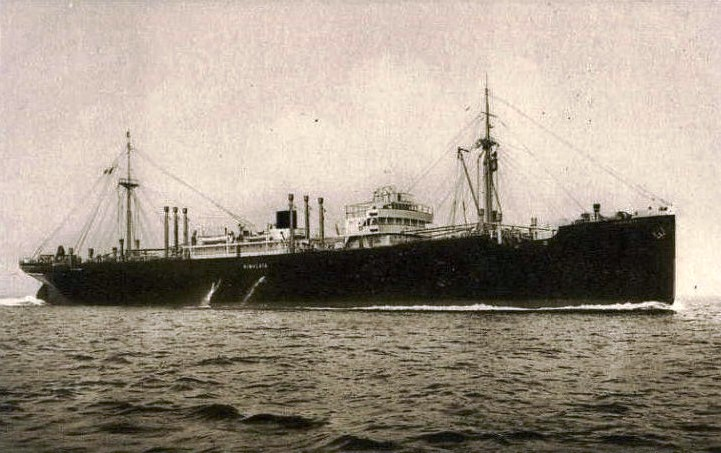
Der italienische Blockadebrecher Himalaya

In der Nacht zum 28. März und 10. April 1943 war die in Brest stationierte Kondor an der Sicherung zweier Ausbruchsversuche eines italienischen Blockadebrechers beteiligt. Die Himalaya (6.240 BRT) versuchte, geschützt durch die Zerstörer Z 24, Z 23 und Z 32 sowie die weiteren Torpedoboote T 2, T 5, T 22 und T 23, durch die Biskaya in den offenen Atlantik zu gelangen. Die durch Ultra vorgewarnte britische Luftaufklärung entdeckte beide Male den Verband, der beim zweiten Versuch durch Beaufort-Torpdobomber angegriffen wurde. Fünf Maschinen wurden von den Zerstörern abgeschossen, auf Z 24 starben fünf Mann durch Fliegerbeschuss und weitere 31 wurden verwundet. Der deutsche Verband und der Blockadebrecher brachen das Unternehmen ab und kehrten am 11. April in die Gironde zurück.
Anfang Juni nahm die Kondor am 4. und 6. im Kanal an zwei Minenunternehmungen der 5. T-Flottille mit der Möwe, der Falke, der Greif und T 22 teil. Ab dem 12. Juni folgten Einsätze der Kondor mit insgesamt zwei bis vier Zerstörern oder Torpedobooten zur Aufnahme von U-Tankern oder beschädigten U-Booten in der Biskaya. Am 4. Juli 1943 erlitt die Kondor in La Pallice einen Bombentreffer; ein Mann der Besatzung starb und fünf weitere wurden schwer verletzt. Im September erfolgten drei weitere Minenunternehmen mit der 5. T-Flottille im Kanal, bei denen auch T 19, T 25, T 26, T 27, die Möwe und die Greif zum Teil zum Einsatz kamen. Die Sicherung der minenlegenden Boote erfolgte durch Schnellboote.

### Die letzten Einsätze derKondor1944
Im März 1944 wurde die Kondor mit der 5. T-Flottille unter Korvettenkapitän Hoffmann im Kanal am 21. und 22. zusammen mit T 29, T 27, der Möwe, der Greif und der Jaguar bei zwei Minenunternehmen nordwestlich von Le Havre bzw. nördlich  von Fécamp eingesetzt, bei denen die Boote Defensivsperren mit jeweils 180 EMC-Minen legten. In den Nächten zum 25. und 26. wurden nochmals je 180 weitere Minen gelegt. Dabei wurden die Boote vor Barfleur von britischen Schnellbooten angegriffen, bei denen MTB 352 sank. In der Nacht zum 28. brachten die Boote dann noch Sprengschutzmitteln aus, um eine Räumung der bis dahin geworfenen Minensperren zu erschweren. Am 30. März verlegten die Torpedoboote aus Le Havre über Cherbourg nach Brest.
Vom 17. bis 19. April sicherte die 5. T-Flottille mit T 27, T 29, der Möwe, der Greif und der Kondor einen Geleitzug mit dem Tanker Mexphalte von Brest nach Cherbourg, dem neuen Einsatzhafen der Flottille. Von dort erfolgten weitere Einsätze zur Vervollständigung und Sicherung der defensiven Minenfelder an der Kanalküste durch die Kondor, die Möwe und die Greif. Am 24. kam es bei Barfleur erneut zu einem Gefecht mit MTBs, bei dem MTB 671 versenkt wurde. In der Nacht zum 28. April wurden die Boote von britischen Jagdbombern beim Verlegen einer weiteren Minensperre nördlich von Cherbourg angegriffen und gerieten bei den Ausweichmanövern in ein britisches Minenfeld. Die Kondor erhielt einen Minentreffer, konnte aber beschädigt nach Cherbourg eingebracht werden und schon am 1. Mai wieder eingesetzt werden.
Am 23. Mai 1944 kam die Jaguar von Brest nach Cherbourg, um von dort in der Nacht zum 24. mit der Kondor, der Greif, der Falke, der Möwe und der 6. Minensuchflottille nach Le Havre zu verlegen. Auf dem Marsch wurde der deutsche Verband von britischen Flugzeuge mehrfach angegriffen. Ein Albacore-Torpedobomber versenkte die Greif in der Seinebucht; die Kondor und M 84 erreichten trotz schwerer Grundminentreffer Le Havre. Am 14. Juni 1944 wurde die fahrunklare Kondor bei einem Luftangriff auf Le Havre erneut schwer beschädigt. Das am 28. Juni nach 127 Einsatzfahrten offiziell außer Dienst gestellte Boot wurde bei der Räumung des französischen Hafens auf 49° 28′ N, 0° 9′ O, gesprengt.

## Technische Beschreibung
Das Boot gehörte zu den Serienbooten des Typs 1923. Diese wiesen eine Typverdrängung von 924 ts sowie eine Konstruktionsverdrängung von 998 t auf. Im Einsatz verdrängten sie 1290 t. Die Bunkerkapazität lag bei 321 m³ Öl für einen Fahrbereich von 2000 Seemeilen bei 20 Knoten. Die Antriebsleistung der Getriebeturbinenanlage von Schichau lag bei 23.000 PSw, was eine Höchstgeschwindigkeit von 33 Knoten erlaubte. Die Länge lag bei 88,5 Meter über alles und 85,7 Meter in der Wasserlinie. Die Breite betrug 8,3 Meter und der mittlere Tiefgang 3,65 Meter.
Die Bewaffnung bestand bei Indienststellung aus drei 10,5-cm-Geschützen und sechs Torpedorohren. Später kamen zwei 2-cm-Flak hinzu und das Kaliber der Torpedorohre wurde geändert.

## Kommandanten
| 15. Juli bis Oktober 1928                                               | OLzS Werner Schöne                  | 1899–1937   | zuletzt : OTL der Luftwaffe  |
| Oktober 1928 bis 15. Oktober 1930 21. September 1931 bis September 1932 | OLzS/KL Winfried Hagen              | 1898–       | KzS                          |
| September 1932 bis Februar 1934                                         | OLzS/KL Heinz Bonatz                | 1897–1981   | KzS                          |
| Februar bis September 1934                                              | KL Alfred Schemmel                  | 1900–1942 † | KzS                          |
| 24. September 1934 bis 27. September 1936                               | KL Conrad Engelhardt                | 1898–1973   | Konteradmiral                |
| September 1936 bis März 1938                                            | KL Edward Wegener                   | 1904–1981   | Vizeadmiral der Bundesmarine |
| März bis 1. Juli 1938                                                   | KL Werner Pfeiffer                  | 1906–       | KzS                          |
| 4. April 1939 bis Oktober 1940                                          | KL Hans Wilcke                      | 1909–1942   | FK                           |
| Oktober/November 1940                                                   | KL Karl Kaßbaum                     | 1909-       | KK                           |
| November 1940 bis Juni 1941                                             | KL Wilhelm-Nikolaus Frh. v. Lyncker | 1911–1979   | KK                           |
| Juni 1941 bis Juni 1942                                                 | KL Franz Burkart                    | 1909-       | KK                           |
| April / Mai 1942                                                        | i. V. OLzS Hermann Holzapfel        | 1917-       |                              |
| Juni bis September 1942                                                 | i. V. OLzS Heinz-Jürgen Sonnenburg  | 1918–1944   |                              |
| September 1942 – Dezember 1943                                          | KL Heinrich Peter-Pirkham           | 1916–       |                              |
| Dezember 1943 bis April 1944                                            | OLzS Peter Herrmann                 | 1919–       |                              |
| April 1944                                                              | i. V. OLzS Horst Frh. v. Lüttwitz   | 1917–1944   |                              |
| April bis Juni 1944                                                     | OLzS August Wilhelm Rönnau          | 1919–       |                              |